# Moralidade wiccana
A moralidade wiccana é largamente expressa pelo Conselho wiccano: "Se a ninguém machucar, faça o que desejar". Enquanto isso poderia ser interpretado como significando "não há mal nenhum em tudo," é geralmente visto como uma declaração de liberdade para agir, juntamente com a necessidade de assumir a responsabilidade para o que se segue a partir das ações de cada um. 
Outro importante elemento da moralidade wiccana é a chamada Lei Tríplice, que diz que tudo que uma pessoa faz, para o bem ou para o mal, tem um triplo retorno. 
Muitos wiccanos também buscam seguir as oito virtudes mencionadas por Doreen Valiente em seu livro Carga da Deusa (em inglês, Charge of the Goddess). As virtudes se compõe em alegria, reverência, honra, humildade, força, beleza, energia e compaixão. 

## Wiccan Rede
O Wiccan Rede (Conselho Wiccano) é um poema de Doreen Valiente que pode ser resumido na frase: "Oito palavras tem a Wiccan Rede, sem ninguém prejudicar faça o que tu quiseres.". A regra difere muito das severas leis proibitivas de outras religiões (como a noção de pecado do Islamismo e do Cristianismo), possibilitando um amplo livre-arbítrio ao wiccano. 
É importante ressaltar que a lei não se resume a não machucar outra pessoa, abrangendo também o auto-cuidado e o carinho a todas as coisas e animais, como manifestações do Divino. Todas as ações e palavras devem ser constantemente vigiadas, para que ninguém possa se ferir com elas. O princípio de não agressão é levado muito a sério. 

## Lei tríplice
A Lei Tríplice é outra importante regra da Wicca. Geralmente é expressa pela frase: "Tudo o que fazemos para o bem ou para o mal volta a nós triplicado e nesta encarnação".
Embora seja universalmente aceito na religião que haja uma lei de causa e efeito, muitos discutem se o retorno é literalmente "triplicado" e se é na mesma vida. Uma teoria é que o retorno é "triplo" porque pode aparecer em 3 planos diferentes: físico, mental e espiritual. 
Tanto a Rede como a Lei Tríplice foram introduzidas no Ofício por Gerald Gardner e posteriormente adotadas pelas outras tradições.

## A Evolução
Muitos wiccanos também procuram cultivar um conjunto de oito virtudes mencionadas na Carga da Deusa de Doreen Valiente, que são: alegria, reverência, honra, humildade, força, beleza, poder e compaixão. No poema de Valiente, eles são ordenados em pares de opostos complementares, reflectindo uma dualismo que é comum em toda a filosofia da Wicca. Quanto à sexualidade, embora Gerald Gardner tivesse demonstrado uma aversão à homossexualidade, alegando que ela derrubasse a "maldição da deusa", agora ela é geralmente aceita em todas as tradições da Wicca, e até mesmo alguns grupos como a Irmandade Minoan elaboram sua filosofia em torno dela, e certas figuras primordiais da Wicca, como Alex Sanders e Eddie Buczynski, sendo declaradamente homossexuais ou bissexuais.

## Deturpações atribuídas a Wicca
Muitas atrocidades são injustamente atribuídas a Wicca. É importante ressaltar que no culto:
- Não há o culto a uma entidade maligna conhecida como "satã", "demônio", entre outros nomes;
- Não há sacrifício de qualquer espécie, seja de humanos ou de animais
- A Wicca não é anticristã, apenas cultua outros deuses e tem uma filosofia um pouco diferente da do Cristianismo
- A Magia Negra é desestimulada já que infringe o Conselho Wiccano e tem um retorno negativo